# Embalse de El Duque
El embalse de El Duque, también conocido como Laguna del Duque o Laguna de la Solana, se encuentra localizado en Solana de Ávila, pertenece a la cuenca hidrográfica del Duero y represa las aguas del arroyo Malillo, que recibe agua de escorrentía y deshielo de la vertiente sur del Canchal de la Ceja. A su vez, el arroyo Malillo es afluente del Aravalle.
El embalse del Duque se encuentra dentro del término municipal español de Solana de Ávila (Provincia de Ávila, Comunidad de Castilla y León).

## Características de la presa
La presa fue construida en el año 1921 y es de gravedad, proyectada por Iberduero. Fue el ingeniero de caminos Emilio Azarola quien realizó esta obra.
El embalse tiene una superficie de 27 ha, y una capacidad de 2 hm³ y se utiliza para riego y aprovechamiento hidroeléctrico en una central próxima conocida como central del Chorro.

## Entorno Natural
El embalse se creó por medio del recrecimiento de una laguna de origen glaciar situada en la Sierra de Béjar, en el sector occidental de la Sierra de Gredos, perteneciente al Sistema Central, en la península ibérica. Esta zona está enmarcada en el espacio natural protegido del Parque regional de la Sierra de Gredos.
El acceso a la laguna desde la central de El Chorro se hace utilizando un sendero de pequeño recorrido denominado PR-AV 41. A la orilla de sus aguas un sendero bordea toda la laguna, y desde el que podemos contemplar toda su belleza. En sus alrededores, la laguna posee un pequeño refugio muy modesto para aquellos visitantes que alcancen pisar esta zona.